# Illyriske Krige
De Illyriske Krige, undertiden også omtalt som Illyrerkrigene, var en række krige udkæmpet mellem den Romerske Republik og det illyriske kongerige under Ardiaei og Labeatae. 
Under den Første Illyriske Krig – der varede fra 229 f.Kr. til 228 f.Kr. – var Roms bekymring, at handlen over Adriaterhavet steg efter den Første Puniske Krig på et tidspunkt, hvor Ardiaei's magt voksede under dronning Teuta. Angreb på romerske italiske allieredes handelsskibe udført af illyriske pirater, samt drabet på en romersk udsending ved navn Coruncanius efter Teutas ordre, fik Senatet i Rom til at sende en romersk hær under kommando af konsulerne Lucius Postumius Albinus og Gnæus Fulvius Centumalus. Rom fordrev i denne forbindelse illyriske garnisoner fra en række græske byer, herunder Epidamnus, Apollonia, Corcyra og Pharos, og etablerede et protektorat over disse græske byer. Romerne indsatte også Demetrius af Pharos som en magtfaktor i Illyrien for at skabe en modvægt til Teutas magt.
Den Anden Illyriske Krig varede fra 220 f.Kr. til 219 f.Kr. I 219 f.Kr. var den Romerske Republik i krig med kelterne i det Cisalpine Gallien, og den Anden Puniske Krig med Karthago var under opsejling. Disse distraktioner gav Demetrius den tid, han behøvede for at opbygge en ny illyrisk krigsflåde. Med denne flåde på 90 skibe sejlede Demetrius syd for Lissus, hvilket var et brud på en  tidligere traktat, hvorfor han indledte krigen. Demetrius' flåde angreb først Pylos, hvor han efter flere forsøg erobrede 50 skibe. Fra Pylos sejlede flåden til Kykladerne og undertrykte enhver modstand, de mødte på vejen. Demetrius sendte uovervejet en flåde over Adriaterhavet, og med de illyriske styrker splittet blev den byen Dimale erobret af den romerske flåde under Lucius Aemilius Paullus. Fra Dimale sejlede flåden mod Pharos. De romerske styrker slog illyrerne på flugt, og Demetrius flygtede til Makedonien, hvor han blev en betroet rådgiver ved Filip 5. af Makedoniens hof og forblev der indtil sin død i Messene i 214 f.Kr.
I 171 f.Kr. var den illyriske kong Gentius af Labeatae allieret med romerne mod makedonerne. Men i 169 f.Kr. skiftede han side og allierede sig med Perseus af Makedonien. Under den Tredje Illyriske Krig, i 168 f.Kr., arresterede han to romerske legater og ødelagde byerne Apollonia og Dyrrhachium, som var allierede med Rom. Han blev besejret ved Scodra af en romersk styrke ledet af L. Anicius Gallus, og i 167 f.Kr. blev han bragt til Rom som fange for at deltage i Gallus' triumf, hvorefter han blev interneret i Iguvium.

## Første Illyriske Krig
Allerede før krigen med Karthago (Første Puniske Krig fra 264–241 f.Kr.) havde romerne været opmærksomme på faren for angreb fra søsiden mod Italiens Adriaterhavskyst. I 246 f.Kr. blev en koloni af romerske borgere grundlagt i Brundisium for at holde øje med Det Joniske Hav. Under deres besættelse af Fønikien havde et antal illyriske skibe deltaget i piratvirksomhed mod italienske købmænd. Så mange blev plyndret, myrdet eller fanget, at det Senatet i Rom – efter at have ignoreret tidligere klager – indså, at noget måtte gøres. Polybios (2.8) giver en mistænkeligt levende beretning om en romersk ambassade til Teuta, en version af begivenhederne der var ment til at retfærdiggøre den romerske invasion af Illyrien. Den blev ledet af brødrene L. og C. Coruncanius. Ved ankomsten fandt de, at Teuta fejrede afslutningen på et oprør i Illyrien og i færd med at belejre den græske ø Issa, "den sidste by som holdt stand". Da ambassadørerne klagede over skader på romere, lovede Teuta, at ingen kongelige styrker ville skade dem, men sagde, at hun var ude af stand til at sætte en stopper for traditionen med private foretagender. En af ambassadørerne mistede herefter besindelsen. Som svar sørgede dronningen for, at den insolente udsending blev myrdet på sin hjemrejse. Nyheden om dette fik romerne til at forberede sig på krig, hvorfor legioner blev rejst, og en flåde blev samlet, og der var almindelig forargelse over "dronningens overtrædelse af folkeretten".

## Anden Illyriske Krig

### Genskabelse af magt
Årtiet efter 229 f.Kr. var vidne til en genopblussen af illyrisk magt under ledelse Demetrius, som efterfulgte Teuta. Efter krigen giftede Demetrius sig med Triteuta – Agrons første hustru og mor til Pinnes – omkring 222 f.Kr., hvilket befæstede hans position. Hans ægteskab med Triteuta betød, at Demetrius formelt overtog magten over det Ardiaeanske Kongerige. Demetrius' egen indflydelse blev derved stærkt udvidet, og den fundamentale svaghed ved det Ardiaeanske Kongerige, som havde eksisteret efter 229 f.Kr. (da det havde været regeret af en inkompetent regent), blev afhjulpet. Kongen begyndte at forny traditionelle illyriske bånd med Makedonien. I 222 f.Kr. kæmpede et illyrisk korps på 1.600 mand med udmærkelse under kommando af Demetrius ved Sellasia, hvor makedonerne vandt en afgørende sejr over spartanerne. Efter Sellasia begyndte Demetrius at forsøge at udvide sin kontrol over Illyrien på bekostning af Rom.

## Tredje Illyriske Krig

### Forholdet til Rom
I 181 f.Kr. var den loyale Pleuratus III blevet efterfulgt af sin søn Gentius. Under hans regeringstid begyndte relationerne mellem den Ardiaeanske stat og Rom at forværres. Kysten og baglandet syd for Drin forblev under romersk kontrol siden Første Illyriske Krig mod Teuta. Gentius forsøgte at øge illyrisk magt over beslægtede folkeslag, der boede mod nord og vest. Blandt øerne havde den græske by Issa bevaret en form for uafhængighed under romersk beskyttelse, men Pharos forblev en illyrisk besiddelse. På fastlandet var Delmaterne og Daorserne på et tidspunkt undersåtter, men førstnævnte brød snart med ham efter Gentius' tronbestigelse. Illyrisk styrke lå i dens flåde, og det var deres indblanding i Adriaterhavs-skibsfarten, der igen vakte romersk interesse i området.